# Olga Dormandi

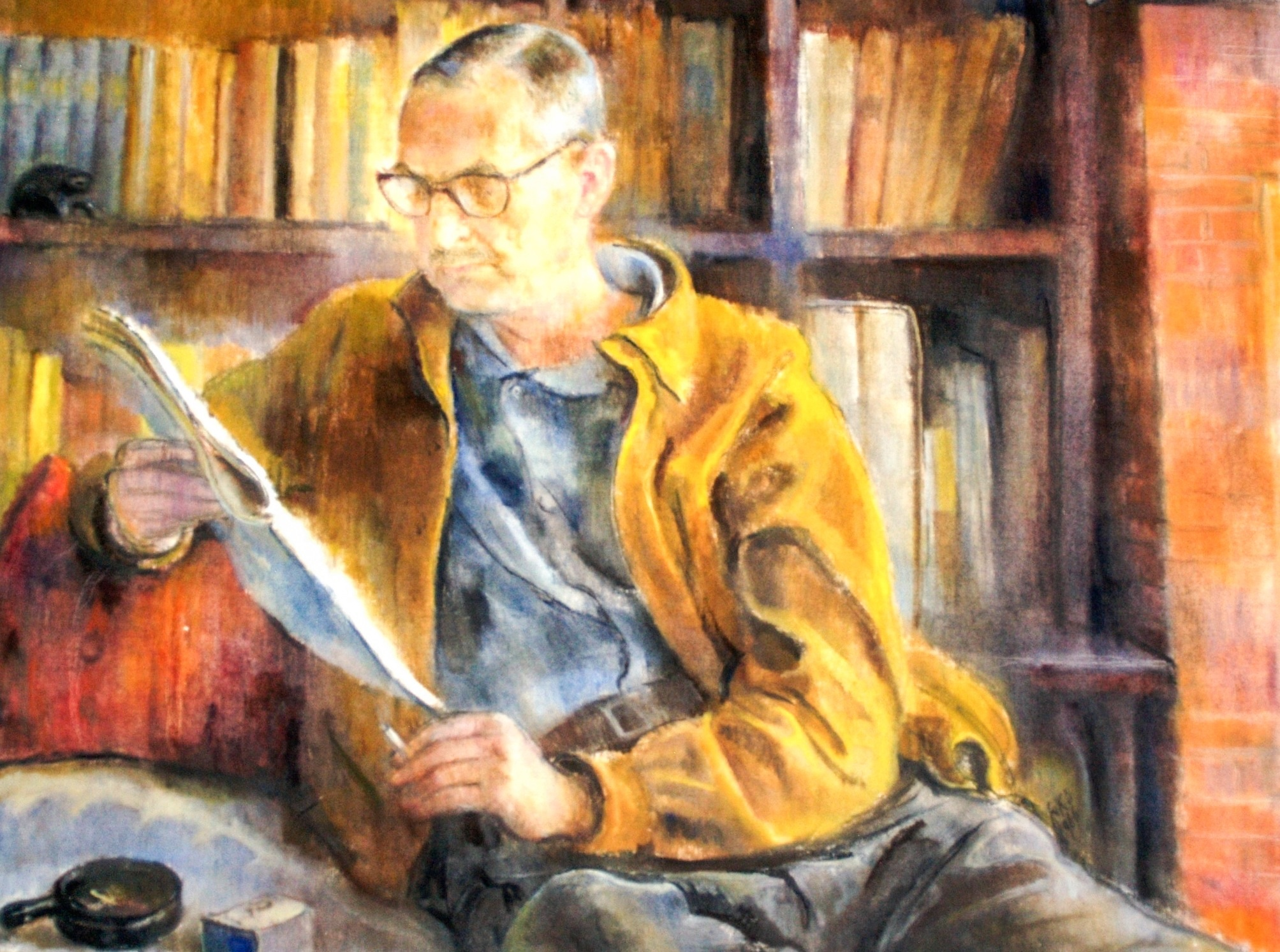
Olga Dormandi: Ladislas Dormandi (1965)

Olga Dormandi (geboren als Olga Székely 19. Februar 1900 in Szeged, Österreich-Ungarn; gestorben 1971 in Paris) war eine ungarische Malerin und Illustratorin.

## Leben
Olga Székely war eine Tochter des Ingenieurs Lajos Székely und der Psychoanalytikerin Vilma Prosznitz, aka Vilma Kovács. Die Ehe ihrer Eltern wurde 1904 geschieden, und Olga, ihre Schwester, die Psychoanalytikerin Alice Bálint (1898–1939), und ihr Bruder, der Architekt Ferenc Székely, wurden 1910 von ihrem Stiefvater Frigyes Kovács adoptiert. Székely-Kovács heiratete 1924 den Schriftsteller und Verleger Ladislas Dormandi (1898–1967), Direktor des Budapester Panthéon-Verlags, sie hatten die Tochter Judith Dupont (1925-), die ebenfalls Psychoanalytikerin wurde.
Székely erhielt als Kind Malunterricht bei Ernestine Lovagh und später bei Robert Berény. Ihre erste Ausstellung hatte sie 1922 im Ernst Museum Budapest. Dormandi malte Porträts ihrer Familienmitglieder. 1924 karikierte sie die Teilnehmer des Psychoanalytiker-Kongresses. Sie illustrierte Bücher von Sándor Márai. Sie schuf auch Keramiken.
Dormandi floh 1938, als Österreich an das Deutsche Reich angeschlossen wurde und der Antisemitismus in Ungarn verschärft wurde, zusammen mit ihrer Familie nach Frankreich, wo sie sich seit der deutschen Besetzung Frankreichs 1940 versteckt halten mussten. Nach Kriegsende kehrte sie nicht nach Ungarn zurück. 
Dormandi illustrierte das Buch Le Silence de la Mer von Vercors. Postum wurde 1973 eine Ausstellung ihrer Bilder in New York organisiert, 2005 eine Ausstellung in Paris. 

## Illustrationen (Auswahl)
- Olga Székely-Kovacs, Robert Berény: Karikaturen vom achten Psychoanalytischen Kongress Salzburg Ostern 1924. Leipzig : Internat. Psychoanalyt. Verlag, 1924
- Sándor Márai: Csutora : kutya-regény. Budapest : Pantheon, 1932
- Jolán Földes: Péter nem veszti el a fejét. Budapest : Pantheon, 1937
- Marcel Kuhn: Le prince Galabran. Kinderbuch. Illustrationen Olga Dormandi. Paris : Boivin et Cie, 1939
- Vercors: Le Silence de la Mer. Illustrationen Olga Székely-Kovacs. Paris : A la Croisée des Chemins, 1947
- Portraits by Olga Dormandi. New York, NY, 1970